# آنا مرسيدس بيريز
آنا مرسيدس بيريز (بالإسبانية: Ana Mercedes Pérez)‏ (1910، بويرتو كابيلو في فنزويلا - 1994)؛ دبلوماسية، سياسية، كاتِبة، مترجمة، صحفية وشاعرة فنزويلية.